# Marie de La Tour d'Auvergne
Marie de La Tour d'Auvergne, detta anche Marie de Trémoille (Turenne, 17 gennaio 1601 – Thouars, 24 maggio 1665), fu duchessa di Thouars.

## Biografia
Figlia di Enrico de La Tour d'Auvergne, duca di Buillon, e di Elisabetta di Nassau, fu sorella del generale francese Henri de La Tour d'Auvergne, visconte di Turenne. Ricevette dalla madre, a Sedan un'educazione strettamente calvinista.
Ancora in giovane età, venne promessa in sposa al cugino Henri III di Trémoille: il contratto di matrimonio venne siglato il 19 gennaio 1619 e il matrimonio venne celebrato quello stesso 18 febbraio a Sedan. Progressivamente, Marie ottenne il controllo dell'amministrazione della casa, occupandosi attivamente del patrimonio familiare: rinnovò il castello medioevale di Vitré e nel 1638 fece ricostruire completamente quello di Thouars, su progetto dell'architetto Jacques Lemercier.
Malgrado la conversione del marito al cattolicesimo nel 1628, ella mantenne la propria fede verso la chiesa riformata e convinse il marito a continuare a proteggere gli ugonotti del suo ducato. Vennero costruite chiese ugonotte a Thouars ed a Vitré e nel 1659 venne accolto a Loudun un sinodo nazionale.
Nel 1648 ottenne di poter partecipare alla pace di Vestfalia garantendo al proprio figlio primogenito, Henri Charles, sposato in quello stesso anno con Emilia d'Assia-Kassel (figlia di Guglielmo V d'Assia-Kassel), il titolo nominale di "re di Napoli".
Ebbe tra le proprie dame d'onore anche Éléonore d'Esmier d'Olbreuse, figlia del signore di Olbreuse, che successivamente sposò Giorgio Guglielmo di Brunswick-Lüneburg.
Morì a Thouars il 24 maggio 1665.

## Matrimonio e discendenza
Marie de La Tour d'Auvergne ed Henri III di Trémoille ebbero cinque figli:
- Henri Charles (Thouars, 17 dicembre 1620 – Thouars, 14 settembre 1672), sposò Emilie von Hessen-Kassel, con la quale ebbe cinque figli;
- Louis Maurice (L'Île-Bouchard, 8 giugno 1624 – Talmont, 25 giugno 1681), conte di Laval, abate di Saint-Sauveur de Charroux e Sainte-Croix de Talmont;
- Élisabeth (Vitré, 18 luglio 1628 – marzo 1640), morta a soli undici anni;
- Marie Charlotte (Thouars, 26 gennaio 1632 – Jena, 24 agosto 1682), sposò Bernhard II von Sachsen-Jena, con il quale ebbe cinque figli;
- Armand Charles (15 giugno 1635 – 13 dicembre 1643), morto a soli otto anni.

## Ascendenza
|                                       |                                    |                                  | Genitori                               |  |  | Nonni |  |  | Bisnonni                  |  |  | Trisnonni              |  |
|                                       |                                    |                                  |                                        |  |  |       |  |  | 8. François II de La Tour |  |  | 16. Antoine de La Tour |  |
|                                       |                                    |                                  |                                        |  |  |       |  |  | 8. François II de La Tour |  |  | 16. Antoine de La Tour |  |
|                                       |                                    | 17. Antoinette de Pons           |                                        |  |  |       |  |  | 8. François II de La Tour |  |  |                        |  |
| 4. François III de La Tour d'Auvergne |                                    |                                  |                                        |  |  |       |  |  | 8. François II de La Tour |  |  |                        |  |
|                                       |                                    | 9. Anne de La Tour d'Auvergne    | 18. Godefroy II de La Tour             |  |  |       |  |  |                           |  |  |                        |  |
|                                       |                                    | 9. Anne de La Tour d'Auvergne    | 18. Godefroy II de La Tour             |  |  |       |  |  |                           |  |  |                        |  |
|                                       |                                    | 9. Anne de La Tour d'Auvergne    | 19. Antoinette de Polignac             |  |  |       |  |  |                           |  |  |                        |  |
| 2. Henri de La Tour d'Auvergne        |                                    | 9. Anne de La Tour d'Auvergne    |                                        |  |  |       |  |  |                           |  |  |                        |  |
|                                       |                                    | 10. Anne de Montmorency          | 20. Guillaume de Montmorency           |  |  |       |  |  |                           |  |  |                        |  |
|                                       |                                    | 10. Anne de Montmorency          | 20. Guillaume de Montmorency           |  |  |       |  |  |                           |  |  |                        |  |
|                                       |                                    | 10. Anne de Montmorency          | 21. Anne Pot                           |  |  |       |  |  |                           |  |  |                        |  |
| 5. Eléonore de Montmorency            |                                    | 10. Anne de Montmorency          |                                        |  |  |       |  |  |                           |  |  |                        |  |
|                                       |                                    | 11. Maddalena di Savoia          | 22. Renato di Savoia-Villars           |  |  |       |  |  |                           |  |  |                        |  |
|                                       |                                    | 11. Maddalena di Savoia          | 22. Renato di Savoia-Villars           |  |  |       |  |  |                           |  |  |                        |  |
|                                       |                                    | 11. Maddalena di Savoia          | 23. Anna Lascaris                      |  |  |       |  |  |                           |  |  |                        |  |
| 1. Marie de La Tour d'Auvergne        |                                    | 11. Maddalena di Savoia          |                                        |  |  |       |  |  |                           |  |  |                        |  |
|                                       | 12. Willem I van Nassau-Dillenburg | 24. Johan V van Nassau-Siegen    |                                        |  |  |       |  |  |                           |  |  |                        |  |
|                                       | 12. Willem I van Nassau-Dillenburg | 24. Johan V van Nassau-Siegen    |                                        |  |  |       |  |  |                           |  |  |                        |  |
|                                       | 12. Willem I van Nassau-Dillenburg | 25. Elisabeth von Hessen-Marburg |                                        |  |  |       |  |  |                           |  |  |                        |  |
| 6. Willem I van Oranje                | 12. Willem I van Nassau-Dillenburg |                                  |                                        |  |  |       |  |  |                           |  |  |                        |  |
|                                       |                                    | 13. Juliana zu Stolberg          | 26. Botho VIII zu Stolberg-Wernigerode |  |  |       |  |  |                           |  |  |                        |  |
|                                       |                                    | 13. Juliana zu Stolberg          | 26. Botho VIII zu Stolberg-Wernigerode |  |  |       |  |  |                           |  |  |                        |  |
|                                       |                                    | 13. Juliana zu Stolberg          | 27. Anna von Eppstein-Königstein       |  |  |       |  |  |                           |  |  |                        |  |
| 3. Elisabeth van Oranje-Nassau        |                                    | 13. Juliana zu Stolberg          |                                        |  |  |       |  |  |                           |  |  |                        |  |
|                                       |                                    | 14. Louis III de Montpensier     | 28. Louis de Bourbon-Vendôme           |  |  |       |  |  |                           |  |  |                        |  |
|                                       |                                    | 14. Louis III de Montpensier     | 28. Louis de Bourbon-Vendôme           |  |  |       |  |  |                           |  |  |                        |  |
|                                       |                                    | 14. Louis III de Montpensier     | 29. Louise de Bourbon-Montpensier      |  |  |       |  |  |                           |  |  |                        |  |
| 7. Charlotte de Bourbon-Montpensier   |                                    | 14. Louis III de Montpensier     |                                        |  |  |       |  |  |                           |  |  |                        |  |
|                                       |                                    | 15. Jacqueline de Longwy         | 30. Jean IV de Longwy                  |  |  |       |  |  |                           |  |  |                        |  |
|                                       |                                    | 15. Jacqueline de Longwy         | 30. Jean IV de Longwy                  |  |  |       |  |  |                           |  |  |                        |  |
|                                       |                                    | 15. Jacqueline de Longwy         | 31. Jeanne d'Angoulême                 |  |  |       |  |  |                           |  |  |                        |  |
|                                       |                                    | 15. Jacqueline de Longwy         |                                        |  |  |       |  |  |                           |  |  |                        |  |

## Fonti
- Mémoire. Le Mémoire de 1661, in Hugues Imbert (éd.), Mémoires de la Société des Antiquaires de l'Ouest, t.21, 1867.